# Iglesia de San Bartolomé (Jávea)
La iglesia de San Bartolomé, situada en la plaza de la Iglesia de Jávea (Provincia de Alicante, España) es un edificio religioso fortificado cuyos orígenes sobre la torre-ábside datan del siglo XIV, siendo el edificio de estilo gótico valenciano, construido en el siglo XVI, con obras dirigidas por Domingo Urtiaga.

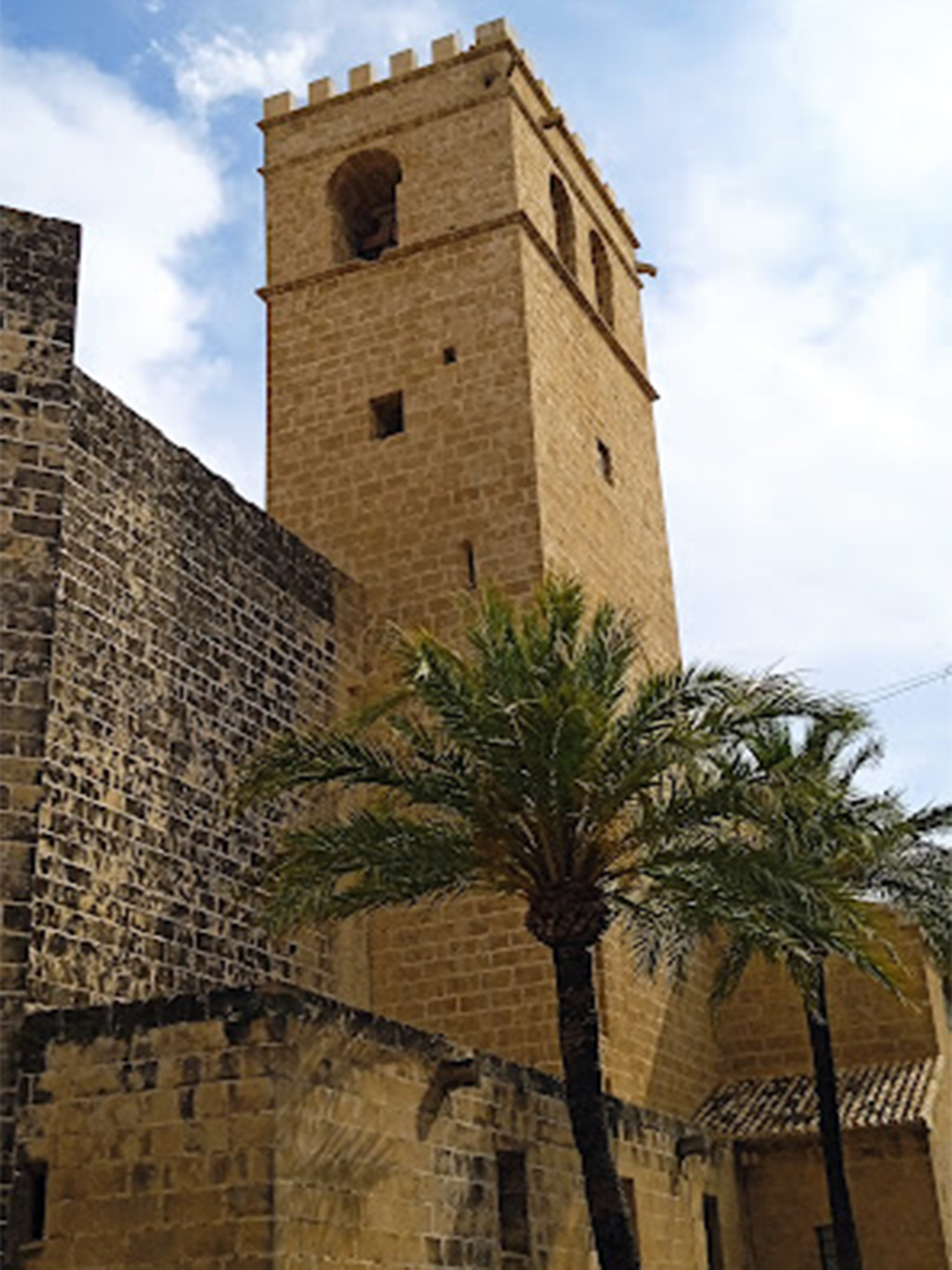
Campanario de la Iglesia San Bartolomé de Jávea, después de su restauración.

En la época medieval esta iglesia fue el elemento principal de defensa y cumplía perfectamente sus dos objetivos, defender a la población y cubrir las necesidades religiosas del pueblo.
El templo está construido íntegramente en piedra arenisca local, conocida como piedra tosca, y extraída en su mayor parte, según la tradición, de la Cova Tallada, localizada a nivel del mar bajo el cabo de San Antonio.
Actualmente, está considerada como BIC (Bien de Interés Cultural) (fue declarada Monumento histórico-artístico perteneciente al Tesoro Artístico Nacional mediante decreto de 3 de junio de 1931).

## Restauración de la iglesia y campanas.
La iglesia fue restaurada en 2020, arreglando la cubierta de los "muntons", el campanario, se arregló la pared del altar, el tejado de la nueva sacristía y de la capilla de la comunión.
Las campanas también fueron bajadas para ser restauradas el 20/06/2023 y las volvieron a poner en el campanario en 04/03/2024. Las campanas de la Iglesia de San Bartolomé en Xàbia estuvieron en silencio durante un largo período debido a su deterioro. La campana mayor, conocida como "la Bertomeua" o "PAX", dejó de voltear el 12 de mayo de 2004 por motivos de seguridad, permaneciendo en silencio durante 20 años. Las otras tres campanas más pequeñas estuvieron paradas durante seis años. Tras un proceso de restauración, las campanas fueron bendecidas el 3 de marzo de 2024 por el arzobispo de Valencia, Enrique Benavent. Posteriormente, fueron reinstaladas en el campanario y, por primera vez en más de dos décadas, Jávea volvió a escuchar el Volteo General de las cuatro campanas el 30 de marzo de 2024.
Mariana fue refundida y la nueva campana que ocupa su lugar se llama María.
También se colocó una matraca el día que subieron las campanas.

## Descripción

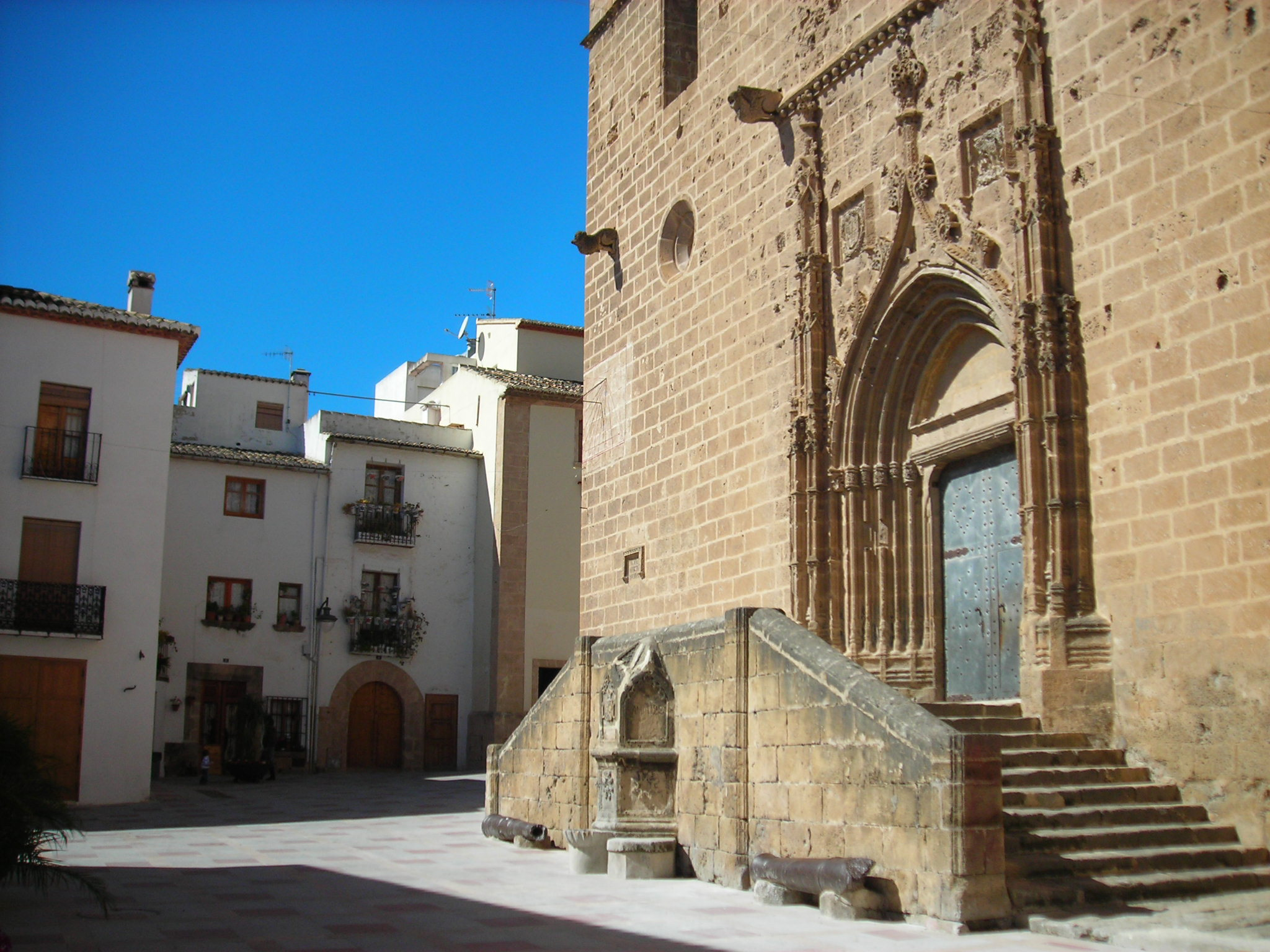
Plaza de la Iglesia y fachada lateral de la Iglesia de Sant Bertomeu.

Se trata de un edificio de estilo gótico isabelino, que presenta una nave única con capillas laterales entre los contrafuertes, siguiendo el modelo mediterráneo y una cabecera cuadrada. La bóveda es de crucería estrellada y los elementos decorativos que presenta son escasos en el interior, así como en el exterior, dónde se concentran en las dos portadas.
La capilla más cercana al testero por el lado izquierdo (el del evangelio) se corresponde con el campanario. Se levantó la torre vigía con funciones de campanario y la sacristía vieja.

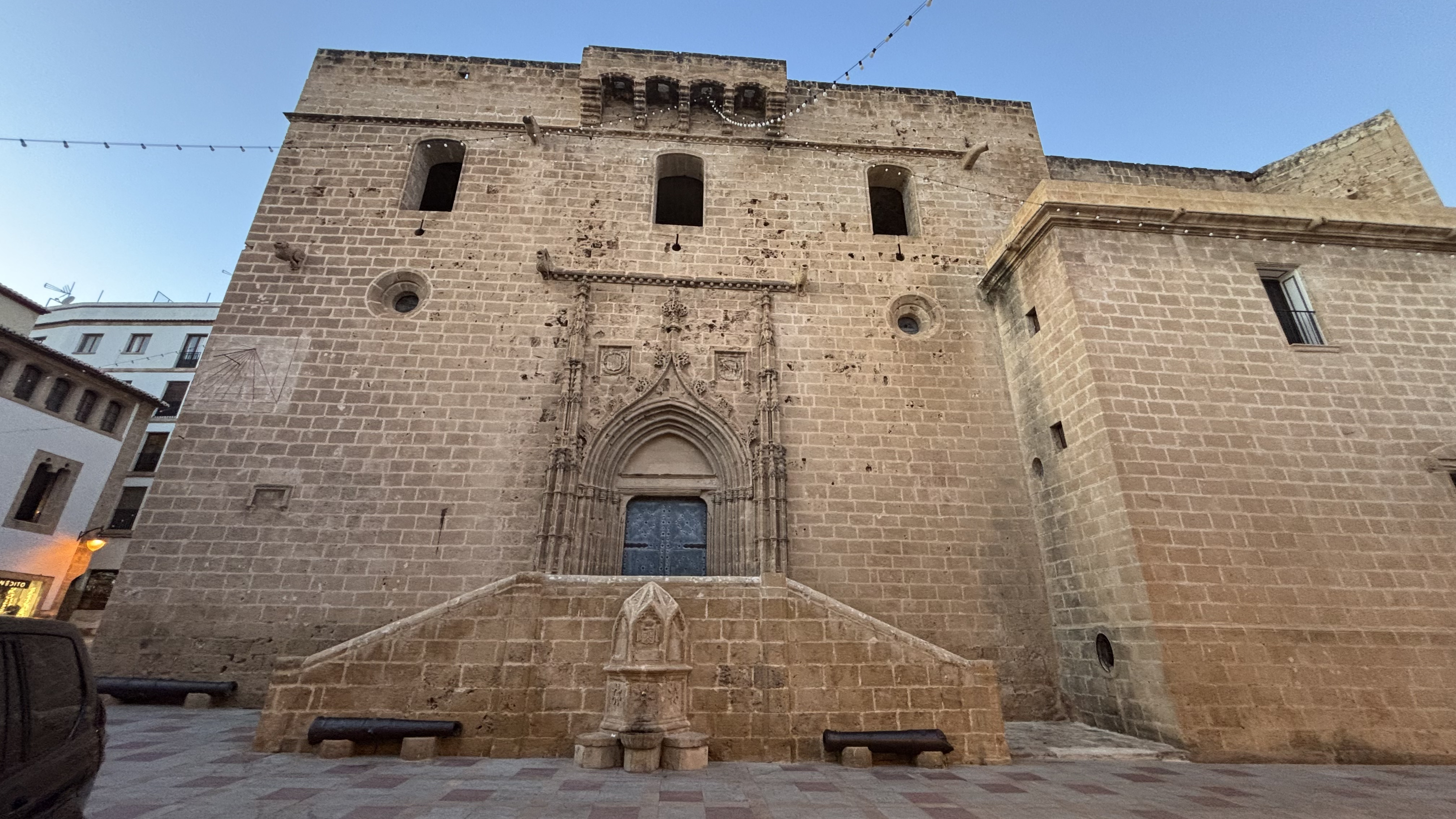
Fachada lateral de la Iglesia, con la puerta lateral dedicada a San Gil.

Al exterior presenta un aspecto de fortaleza con unos muros robustos, matacanes sobre las dos puertas, así como la terraza plana y la torre cercana al ábside que también tiene ese carácter defensivo. El conjunto está rematado por almenas y dispone de saeteras, vanos para los morteros y dos balcones amatacanados sobre las puertas.
Tiene dos portadas, una situada a los pies, la de San Bartolomé de claro estilo medieval con un arco apuntado, con un gablete y pináculos que la enmarcan. La portada lateral, dedicada a San Gil, es también de estilo gótico y presenta una doble escalinata que sigue el mismo estilo. Con posterioridad se amplió por el lado sur con la sacristía y por el lado norte se levantó la capilla del Santísimo.
Con un peso de 1.450 kg, la Bertomeua se posiciona como una de las campanas más grandes de la Comunidad Valenciana. Junto a ella, la campana María, refundida en 2024 para sustituir a la antigua Mariana, pesa alrededor de 480 kilogramos. Las otras dos campanas son la Sebastiana, fundida en 1941 y con un peso de unos 400 kilogramos, y la Victòria, la más pequeña del conjunto con unos 151 kilogramos, también fundida en 1941.
El 2 de diciembre de 2019 cayó un rayo sobre el campanario.
El 20 de enero de 2020 cayó el reloj de la iglesia.